# NGC 806

NGC 806

NGC 806 هي مجرة تتبع كوكبة قيطس. اكتشفها لويس سويفت في 1 نوفمبر 1886.

## روابط خارجية
- NGC 806 على موقع ويكي سكاي: DSS2, SDSS, GALEX, IRAS, Hydrogen α, X-Ray, Astrophoto, Sky Map, Articles and images